# James R. Heath
Pour les articles homonymes, voir Heath.
James R. Heath (né en 1962) est un chimiste américain et président et professeur de l'Institute of Systems Biology. Auparavant, il est professeur de chimie "Elizabeth W. Gilloon" au California Institute of Technology, après avoir quitté l'Université de Californie à Los Angeles.

## Biographie
Heath obtient un diplôme en chimie en 1984 de l'Université Baylor au Texas, où il est un membre actif de la NoZe Brotherhood. Il termine son doctorat en physique et chimie de l'Université Rice en 1988.
De 1988 à 1991, il est chercheur Miller au Département de chimie de l'Université de Californie à Berkeley. De 1991 à 1994, il est membre du personnel de recherche au laboratoire de recherche IBM TJ Watson à Yorktown, New York. Il rejoint la faculté de l'UCLA en 1994 et devient professeur de chimie en 1997. Il fonde le California NanoSystems Institute en 2000 et en est le directeur jusqu'à ce qu'il devienne professeur de chimie "Elizabeth W. Gilloon" à Caltech.

## Recherches
Les travaux universitaires de Heath se concentrent sur les transitions de phase quantiques et développent des architectures, des dispositifs et des circuits pour l'électronique moléculaire. Plus récemment, ses travaux s'orientent vers l'application de son expertise dans les systèmes nanométriques et moléculaires pour résoudre les problèmes liés au cancer et aux maladies infectieuses.
Lorsque Heath est étudiant diplômé à l'Université Rice, il dirige l'appareil expérimental qui génère les premières molécules C 60 et, finalement, obtient le prix Nobel de chimie pour les trois membres seniors de la collaboration : Robert Curl et Richard Smalley de l'Université Rice et Harold Kroto de l'Université du Sussex. Cette recherche est importante pour la découverte d'un nouvel allotrope du carbone appelé fullerène. Le graphite, le diamant et le graphène sont d'autres allotropes de carbone. L'article de 1985 de James R. Heath intitulé "C60: Buckminsterfullerine", publié avec ses collègues Harry Kroto, SC O'Brien, RF Curl et RE Smalley, reçoit une Citation for Chemical Breakthrough Award de la Division of History of Chemistry of the American Chemical Society, présenté à l'Université Rice en 2015,,. La découverte des fullerènes est reconnue en 2010 par la désignation d'un National Historic Chemical Landmark par l'American Chemical Society à l'Institut Richard E. Smalley pour la science et la technologie à l'échelle nanométrique de l'Université Rice à Houston, au Texas.
Heath est connu pour avoir publié une démonstration d'architecture d'ordinateurs moléculaires, ou moletronics. En moletronique, des molécules simples servent d'interrupteurs, des "fils quantiques" de quelques atomes d'épaisseur servent de câblage et le matériel est synthétisé chimiquement de bas en haut. Il est publié à l'été 1999 par James Fraser Stoddart (alors à UCLA) et leurs collaborateurs dans la revue Science.
Depuis 2011, les recherches de Heath se scindent en un domaine consacré à la physique quantique à l'état solide, à la science des matériaux et à la science des surfaces, avec un léger accent sur la conversion d'énergie et un autre travaillant sur l'application de la chimie synthétique et une perspective systémique à la biologie fondamentale et à la médecine translationnelle, avec un accent particulier sur l'Oncologie.
Heath reçoit plusieurs prix et distinctions pour ses recherches dont le prix Feynman 2000 en nanotechnologie. Il devient membre de la Société américaine de physique en 1999. En 2009, Heath est nommé l'un des sept innovateurs les plus puissants du monde par le magazine Forbes.